# Ifis (heroi)
Segons la mitologia grega, Ifis (en grec antic Ἶφις) va ser un heroi, fill d'Estènel i de Nicipe, i germà d'Euristeu.
Va participar en l'expedició dels argonautes, durant la qual va morir enfrontant-se a Eetes.